# Мереншванд
Ме́реншванд (нем. Merenschwand, алем. нем. Merischwand [ˈmeː.rɪ.ʃvɑnd]) — коммуна в Швейцарии, в кантоне Аргау.
Входит в состав округа Мури. Официальный код — 4234.

## История
На 31 декабря 2007 года население составляло 2497 человек.
1 января 2012 года к коммуне Мереншванд присоединена бывшая коммуна Бенценшвиль.
Население на 31 декабря 2020 года — 3712 человек.